# Tor Nilsen
Tor Nilsen (18 settembre 1954) è un ex calciatore norvegese, di ruolo centrocampista.

## Carriera
Nilsen ha vestito la maglia del Vard Haugesund, prima di passare all'Haugar. Ha fatto parte della squadra che ha raggiunto la finale del Norgesmesterskapet 1979, per poi arrendersi al Viking col punteggio di 2-1.
In virtù di questo risultato, l'Haugar ha partecipato alla Coppa delle Coppe 1980-1981, per via della contemporanea vittoria del campionato 1979 da parte del Viking. Nilsen ha giocato la prima partita in questa manifestazione in data 16 settembre 1980, venendo schierato titolare nel pareggio per 1-1 maturato sul campo del Sion.
Sempre nel 1980, l'Haugar ha centrato la promozione in 1. divisjon, massima divisione del campionato. Nel corso della sua militanza in squadra, ha totalizzato 486 presenze con questa maglia, diventando il terzo calciatore più presente nella storia dell'Haugar.